# NGC 5406
NGC 5406 ist eine Balkenspiralgalaxie vom Hubble-Typ SBbc im Sternbild Jagdhunde und etwa 244 Millionen Lichtjahre von der Milchstraße entfernt. Die Entfernungsmessungen basierend auf den Radialgeschwindigkeiten stimmen nicht mit den rotverschiebungsunabhängigen Entfernungsschätzungen von 140 ± 90 Millionen Lichtjahren überein.
Das Objekt wurde am 16. Mai 1787 von Wilhelm Herschel mit einem 18,7-Zoll-Spiegelteleskop entdeckt, der sie dabei mit „F, pL, R, lbM, 1.5′ diameter“ beschrieb.